# Jan Maelwael

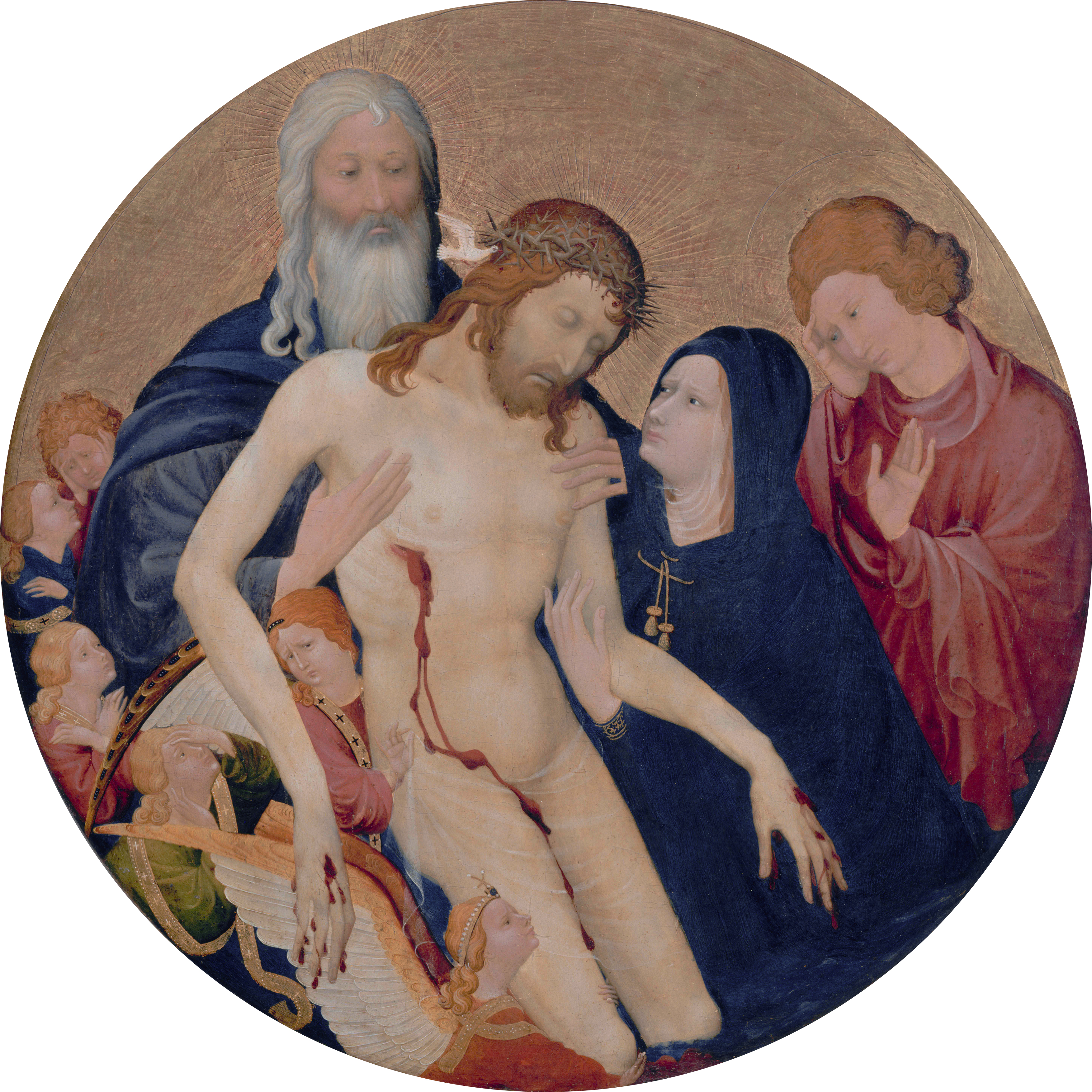
De bewening, ca. 1400, Louvre

Jan Maelwael (ook bekend als Johan of Jean Maluel of Malouel, Gelre, ca.1370 - Dijon, 1415) was een Nederlands schilder, die voornamelijk in Frankrijk werkzaam was. Hij werkte in de stijl van de internationale gotiek. Hij was een van de eersten die de Noord-Nederlandse  schilderkunst in Frankrijk bekend maakte.

## Biografie

### Nijmegen
Jan of Johan Maelwael was de zoon van Willem Maelwael en werd geboren tussen 1370 en 1375. Willem Maelwael vestigde zich omstreeks 1380, samen met zijn broers Johan en Herman in Nijmegen, ze kwamen waarschijnlijk uit het naburige Kleef. Jan had nog een oudere zus Metta (ca. 1365), die omstreeks 1385 trouwde met Arnold van Limburg, een beeldhouwer. Haar zoons Paul, Herman en Johan, de neven van Jan Maelwael, zijn bekend als de Gebroeders Van Limburg.
Jan kreeg zijn opleiding in het drukke atelier van zijn vader Willem en zijn oom Herman aan de Burchtstraat in Nijmegen (Maelwael Van Lymborch Huis). Zijn vader Willem en zijn oom Herman werkten voor Willem I van Gelre en zijn vrouw Catharina van Beieren. Het hof van Willem I was een rondreizend hof, maar ze verbleven vaak op het Valkhof in Nijmegen, het administratief centrum van het hertogdom. Uit de hertogelijke archieven blijkt dat Herman en Willem een groot aantal opdrachten uitvoerden voor de hertog en zijn gemalin. Ze schilderden vooral vaandels en banieren, hoezen voor berichten, toernooischilden en heraldische emblemen op wapenrustingen. Uit verscheidene rekeningen blijkt dat de gebroeders Maelwael ook opdrachten kregen voor vergulding en het maken van gouden vaandels en andere objecten in goud. Ook een miniatuur in het Wapenboek Gelre wordt toegeschreven aan Herman Maelwael. Er was dus meer dan genoeg te leren voor de jonge Jan in het atelier van de broers Maelwael.
Jan wordt zelf voor het eerst vermeld in een rekening in Gelre in 1386, maar ook in 1387 wordt hij samen met zijn vader vermeld in een hertogelijke rekening voor een wapenrusting en trompet vaandels.

### Frankrijk
Men neemt aan dat Catharina van Beieren de Maelwaels heeft aanbevolen aan haar achternicht Isabella van Beieren, de vrouw van Karel VI van Frankrijk. Alleszins krijgt een Hennequin de Mallivieil een eerste opdracht in 1396 van de Franse koningin. De rekeningen van Isabella spreken zeer specifiek van notre peintre demourant à Paris (onze schilder die verblijft in Parijs), wat er op wijst dat Jan Maelwael in 1396 al in Parijs woonde, misschien al een hele tijd. Van zijn activiteiten tussen 1387 en 1396 zijn nog geen sporen gevonden, maar we kunnen aannemen dat hij nog een hele tijd met zijn vader werkte.
Op 27 maart 1397 wordt Jan Maelwael betaald voor heraldische schilderingen die hij maakte voor Isabella van Beieren en we kennen geen verdere opdrachten van het hof. Op 5 augustus van datzelfde jaar wordt Jan Maelwael aangesteld als hofschilder door Filips de Stoute, Isabella's schoonbroer. Hij volgt in die functie Jean de Beaumetz op, die tien maanden eerder gestorven was en hij krijgt de leiding over de schilderwerken aan het kartuizerklooster van Champmol bij Dijon, gesticht in 1385 door Filips de Stoute, om er de grafkerk van zijn dynastie van te maken.
Uit een van de betalingen aan Jan Maelwael weten we dat hij in de herfst van 1401 van Dijon naar Arras en Parijs reist met zijn vrouw, twee bedienden en drie paarden. We weten dus dat hij getrouwd was, maar de naam van zijn vrouw of verdere details zijn niet bekend. In een ontvangstbewijs van 10 oktober 1403, naar aanleiding van een betaling van zestig écu d’or, tekent hij als J Melluel en zegelt het document. Zijn zegel heeft de inscriptie +S.IOHAN.MAELWEEL. Hij tekent dus met zijn verfranste naam Melluel, maar op zijn zegel gebruikt hij als officiële naam Johan Maelweel.
Tussen augustus 1404 en april 1406 reist Johan waarschijnlijk terug naar Nijmegen. Zijn eerste vrouw was overleden en hij hertrouwt met Heylwig van Redinchaven, voor de herfst van 1406, in Nijmegen. In de daaropvolgende jaren krijgt het paar vier kinderen, drie dochters en een zoon Otto.
In april 1406 wordt Johan Maelwael in dienst genomen door Jan zonder Vrees, de nieuwe hertog, als hofschilder en kamerheer (valet de chambre).
In 1413 gaat hij voor erfeniszaken terug naar Nijmegen. Onder meer het huis van zijn oom Herman, op de hoek van de Burchtstraat en de Nieuwstraat wordt verdeeld tussen hem en zijn zus Metta.
In 1414 is hij terug in Dijon en is hij terug te vinden in de rekeningen van de hertog. De laatste betaling aan Maelwael dateert van 11 maart 1415, voor diensten verleend aan de hertog in het afgelopen jaar. Nieuwjaar viel destijds volgens de Parijse kalender op 25 maart. Enkele dagen later wordt zijn dood in de marge van het rekeningenboek genoteerd.
Dat Maelwael door zijn patroons naar waarde werd geschat, blijkt uit het feit dat zijn weduwe een zeer behoorlijk levenslang pensioen van 120 livres Tournois toegekend kreeg op 1 april 1415 en dat ze op 18 augustus van dat jaar dezelfde privilegies als haar man zaliger krijgt toegewezen.

## Werken
Een eerste werk van Maelwael dat vernoemd wordt is un tableaulx à plusieurs ymages d’apostres et de Saint Antoine (een paneel met diverse apostelen en Sint Antonius). Het werk wordt ook vermeld in de inventaris die wordt opgemaakt na het overlijden van de hertog in mei 1404, maar daar wordt gezegd dat het over een Madonna met kind gaat, met Johannes de Doper en de Apostelen Johannes en Petrus en de heilige Antonius. Het werk is tot nu toe niet terug gevonden.

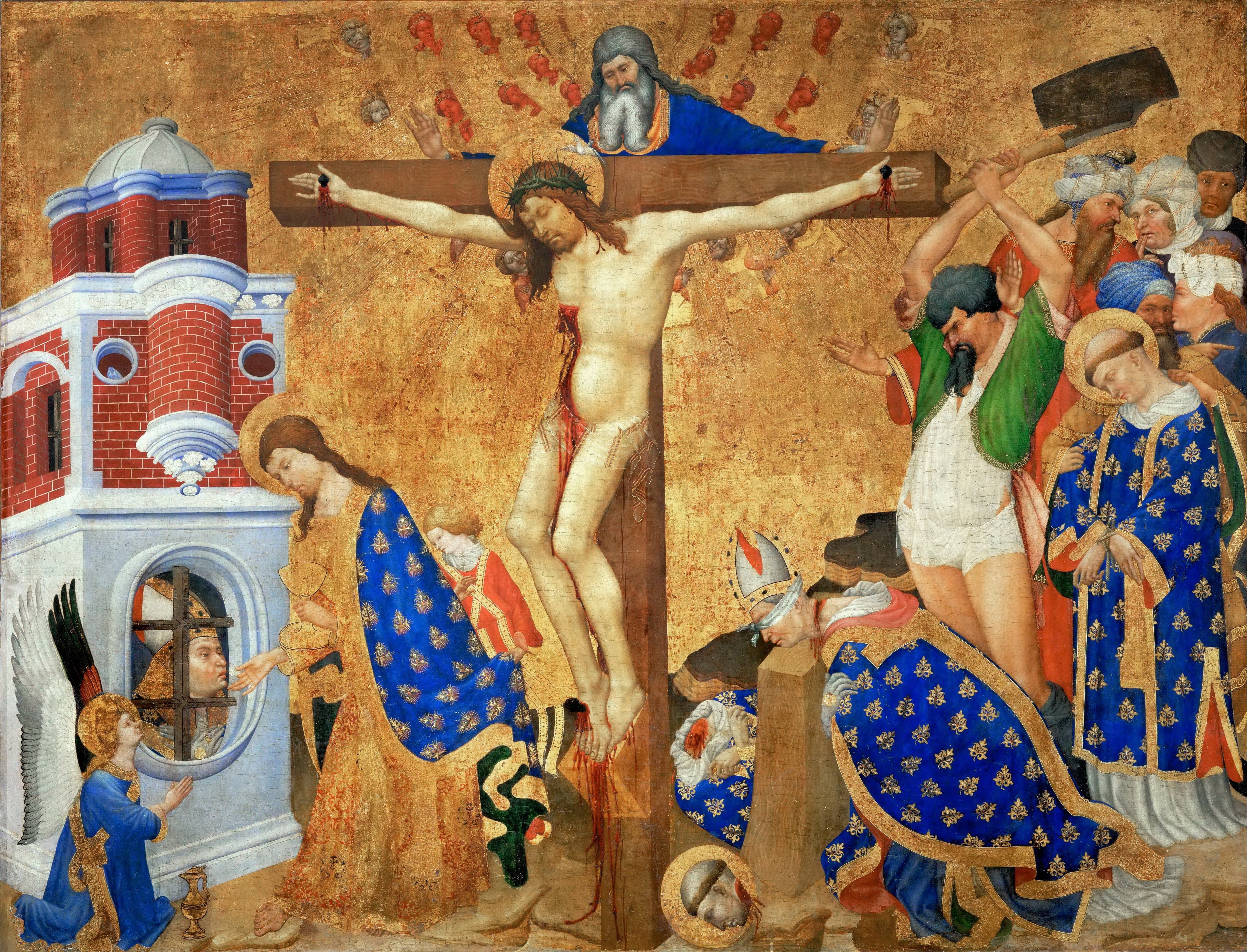
Henri Bellechose – Maelwael(?), Het martelaarschap van Saint-Denis, Louvre, Parijs

Uit de rekeningen van de hertog blijkt dat Jan Maelwael in 1398 bezig was met het schilderen van vijf altaarstukken in Champmol en in 1402 wordt hij geholpen door Herman van Keulen, een schilder en goudsmid, bij het vergulden ervan. Een van de bekendste aan hem toegeschreven werken is Het martelaarschap van Sint Denijs, een van de altaarstukken uit de kloosterkerk van Champmol, nu in het Louvre in Parijs. Dit werk zou door Maelwael zijn begonnen en zijn afgemaakt door Henri Bellechose, die hem in 1415 opvolgde als hofschilder van Jan zonder Vrees. De kunsthistorici zijn het vandaag nog altijd niet eens of dit nu een werk van Maelwael is, afgewerkt door Bellechose of een grotendeels origineel werk van Bellechose.
Maelwael werkt ook samen met Claus Sluter, de beeldhouwer uit Haarlem die voor Filips werkte aan wat nu gekend is als de Mozesput. Het was oorspronkelijk een kalvarie met, op de basis van het kruis, een aantal profeten en engelen. De polychromering van het werk werd door Maelwael uitgevoerd in 1402 en 1403.
Ook de hierboven afgebeelde Grote ronde piëta, een van de belangrijkste werken uit de Bourgondische schilderkunst, wordt aan Maelwael toegeschreven. Dit werk is de eerste tondo uit de westerse kunstgeschiedenis. Op de voorzijde toont het een Drievuldigheids Pietà, met de pas van het kruis genomen Christus die wordt ondersteund door God de Vader en de Heilige Geest in de vorm van een duif. We zien ook Maria die haar zoon bij de arm houdt, een treurende Johannes en links zes engelen. Aan de achterzijde van het werk werd het wapenschild van Filips de Stoute geschilderd. Het werk werd kort na 1400 geschilderd in opdracht van Filips de Stoute en wordt bewaard in het Louvre (inv. M.I.692). Dit werk wordt waarschijnlijk beschreven in een inventaris van Filips de Goede uit 1420.
In 1412 schilderde Maelwael zelf een portret van Jan zonder Vrees, dat ten geschenke werd aangeboden aan Johan II van Portugal, maar dat nooit werd teruggevonden.
De Madonna met kind, engelen en vlinder (ca. 1410), nu in de Staatliche Museen zu Berlin, zou eveneens van Maelwael kunnen zijn. Uit de houding van het kind, blijkt dit paneel deel te hebben uitgemaakt van een diptiek. In het Louvre wordt een kopie van een portret van Jan zonder Vrees bewaard, dat zou kunnen dienstdoen als de linkervleugel van dat diptiek.
De Kleine Piëta, eveneens in het Louvre, wordt ook door verscheidene kunsthistorici toegeschreven aan Maelwael, hoewel ook hier de discussie Bellechose-Maelwael weer opduikt.
Op 13 januari 2012 heeft het Louvre het schilderij van de Zittende Christus gesteund door de Heilige Johannes aangeschaft voor 7,8 miljoen euro. Het werk komt uit Vic-le-Comte en werd daar in 1985 door de pastoor van de parochie verkocht, hoewel het eigendom van de kerk was. Het Louvre heeft bijna 12 jaar onderhandeld over de aankoop. Hoofdconservator voor de afdeling schilderwerken, Vincent Pomarède, verklaarde op een persconferentie dat dit een kernwerk is in de Franse schilderkunst en de belangrijkste aankoop in 50 jaar. De brocanteur, die het werk kocht voor een habbekrats, heeft 2,3 miljoen euro afgestaan aan de gemeente Vic-le-Comte in ruil voor de toezegging dat de gemeente geen eigendomsrechten zal laten gelden. Volgens de Franse wetgeving zijn de gemeentes eigenaar van de gebouwen en voorwerpen die bij de eredienst gebruikt worden.

## Maelwael als miniaturist
Op verschillende plaatsen kan men in de rekeningen van de hertogen van Bourgondië aanwijzingen vinden dat Jan Maelwael ook als miniaturist bedrijvig zou zijn geweest. Maar de toewijzing van werken aan Maelwael wordt nog meer betwist dan bij het schilderwerk.